# Chris Eigeman

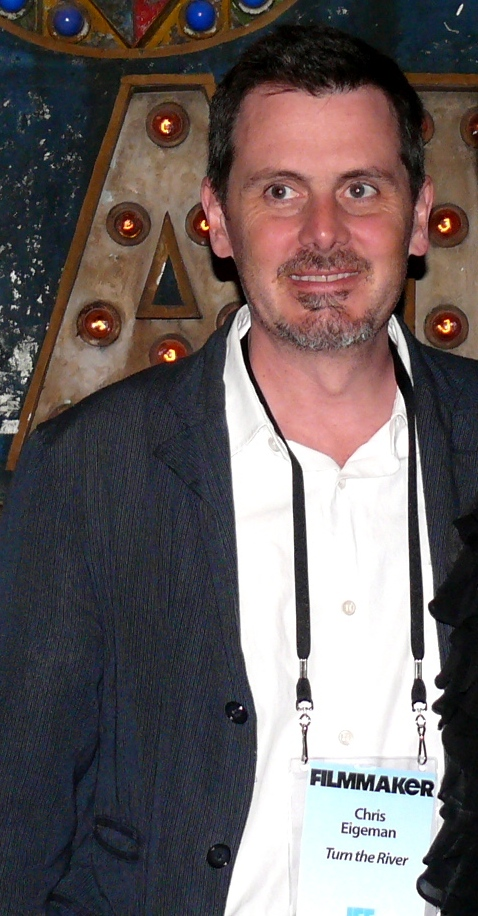
Chris Eigeman, Independent Film Festival, Boston 2008

Christopher „Chris“ Eigeman (* 1. März 1965 in Denver, Colorado) ist ein US-amerikanischer Schauspieler, Regisseur sowie Drehbuchautor.

## Leben und Karriere
Erste Bekanntheit erreichte Eigeman in den 1990er-Jahren als Darsteller im amerikanischen Independentfilm. Sein Filmdebüt machte er 1990 als zynischer Sohn aus reicher Familie in Metropolitan unter Regie von Whit Stillman. Mit Stillman drehte er anschließend noch die Filme Barcelona (1994) und The Last Days of Disco (1998). Mit dem Regisseur Noah Baumbach drehte er die Filme Kicking and Screaming (1995), Mr. Jealousy und Highball (beide 1997). In diesen Independentfilmen spielte Eigeman in der Regel redegewandte und sarkastische junge Männer.
Ab Ende der 1990er-Jahre wirkte Eigeman zunehmend an Hollywood-Produktionen und Fernsehserien mit. Eine seiner bekanntesten Rolle ist die des Jason „Digger“ Stiles in der Erfolgsserie Gilmore Girls, die er von 2003 bis 2004 spielte. 2016 bekleidete er diese Rolle erneut in der Fortsetzung Gilmore Girls: Ein neues Jahr. Außerdem spielte Eigeman von 1999 bis 2001 eine Hauptrolle als Arthur Garment in der Comedyserie Irgendwie L.A., von 2001 bis 2006 eine wiederkehrende Nebenrolle als Pädagoge Lionel Herkabe in der Sitcom Malcolm mittendrin, und ist seit 2022 als Redakteur Gabe in der Serie The Marvelous Mrs. Maisel zu sehen. Im Kino war er in der Liebeskomödie Manhattan Love Story (2002) mit Jennifer Lopez zu sehen und spielte im preisgekrönten Film The Treatment (2006) die Hauptrolle. 
Mit dem Filmdrama Turn the River mit Famke Janssen in der Hauptrolle debütierte Eigeman im Jahr 2007 als Regisseur und Drehbuchautor, wofür er beim Hamptons International Film Festival für das Drehbuch ausgezeichnet wurde. 2013 inszenierte er eine Folge der Serie New in Paradise. 2018 erschien mit Seven in Heaven der zweite Spielfilm unter seiner Regie, für den er erneut auch das Drehbuch verantwortete.
Chris Eigeman ist seit 1993 verheiratet und seit Ende 2007 Vater eines Sohnes.

## Filmografie (Auswahl)

### Als Schauspieler
- 1990: Metropolitan – Verdammt, bourgeois, verliebt (Metropolitan)
- 1994: Barcelona
- 1995: Kicking and Screaming
- 1996: Homicide (Homicide: Life on the Street, Fernsehserie, Folge 5x07)
- 1997: Mr. Jealousy
- 1997: Highball
- 1998: Last Days of Disco – Nachts wird Geschichte gemacht (The Last Days of Disco)
- 1999: Outer Limits – Die unbekannte Dimension (The Outer Limits, Fernsehserie, Folge 5x15)
- 1999–2001: Irgendwie L.A. (It's Like, You Know..., Fernsehserie, 26 Folgen)
- 2001–2005: Malcolm mittendrin (Malcolm in the Middle, Fernsehserie, 9 Folgen)
- 2002: The Perfect You
- 2002: Path to War – Entscheidung im Weißen Haus (Path to War, Fernsehfilm)
- 2002: Manhattan Love Story (Maid in Manhattan)
- 2003–2004: Gilmore Girls (Fernsehserie, 13 Folgen)
- 2006: The Treatment
- 2008: Fringe – Grenzfälle des FBI (Fringe, Fernsehserie, Folge The Cure)
- 2009: CSI: Miami (Fernsehserie, Folge Kill Clause)
- 2012: Arbitrage – Macht ist das beste Alibi (Arbitrage)
- 2012: Girls (Fernsehserie, Pilotfilm)
- 2016: Gilmore Girls: Ein neues Jahr (Gilmore Girls: A Year in the Life, Miniserie, Folge 1)
- 2022: Billions (Fernsehserie, 2 Folgen)
- 2022–2023: The Marvelous Mrs. Maisel (Fernsehserie, 8 Folgen)

### Als Regisseur
- 2007: Turn the River (auch Drehbuchautor, Produzent und Darsteller)
- 2013: New in Paradise (Bunheads; Fernsehserie, Folge Take the Vicuna)
- 2018: Seven in Heaven (auch Drehbuchautor und Produzent)